# 園田啓悟
園田 啓悟（そのだ けいご、1990年（平成2年）2月20日 - ）は、日本の男子バドミントン選手。トナミ運輸バドミントン部所属。熊本県八代市出身。

## 経歴
第28回世界男子バドミントン選手権では嘉村健士とダブルスを組み、準々決勝フランス戦で2－0で勝利するなど日本の初優勝に貢献した。
2016年香港オープンで初のスーパーシリーズ優勝を果たす。
2020年東京オリンピックバドミントン男子ダブルスも嘉村とダブルスを組み、準々決勝まで進んだが、インドネシアのヘンドラ・セティアワン、モハマド・アッサン組に14－21、21－16、9－21で敗れ4強入りはならなかった。